# Асориш
Асориш (порт. Açores) — автономный регион в Португалии. Занимает архипелаг Азорские острова. Состоит из 19 муниципалитетов (порт. municípios). Все муниципалитеты, кроме Корву, делятся дальше на фрегезии (порт. freguesias).

## Этимология
Азорские острова были вторично «открыты» в 1432 году португальским мореплавателем Гонсалу Велью Кабралом. В XIV веке установилось португальское название архипелага «Ильяш-Асориш» (порт. Ilhas dos Açores, «острова ястребов») якобы из-за множества обитавших там ястребов.

## История
В XIX веке, в дополнение к существующим, были следующие: уезды (порт. concelhos, конселиу) Топо (в настоящее время включён в Кальету), Прая-де-Грасиоза (сейчас интегрирован в Санта-Круш-де-Грасиоза), Сан-Себастьяна (сейчас в Ангра-ду-Эроижму), Капелас (сейчас включён в город Понта-Дельгада) и муниципалитет Агуа-де-Пау (в настоящее время интегрирован в Лагоа).

## Муниципалитеты
1. Рибейра-Гранди
2. Санта-Круш-даш-Флореш
3. Санта-Круш-да-Грасиоза
4. Сан-Роке-ду-Пику
5. Велаш
6. Вила-да-Повуасан
7. Вила-Франка-ду-Кампу
8. Вила-ду-Порту
9. Кальета
10. Ангра-ду-Эроишму
11. Вила-ду-Корву
12. Орта
13. Лагоа
14. Лажеш-даш-Флореш
15. Лажеш-ду-Пику
16. Мадалена
17. Нордеште
18. Понта-Делгада
19. Прая-да-Витория

## Крупнейшие населённые пункты
| Населенные пункты автономного региона Азорские острова | Населенные пункты автономного региона Азорские острова | Населенные пункты автономного региона Азорские острова | Населенные пункты автономного региона Азорские острова | Населенные пункты автономного региона Азорские острова | Населенные пункты автономного региона Азорские острова | Населенные пункты автономного региона Азорские острова | Населенные пункты автономного региона Азорские острова | Населенные пункты автономного региона Азорские острова | Населенные пункты автономного региона Азорские острова |
| ------------------------------------------------------ | ------------------------------------------------------ | ------------------------------------------------------ | ------------------------------------------------------ | ------------------------------------------------------ | ------------------------------------------------------ | ------------------------------------------------------ | ------------------------------------------------------ | ------------------------------------------------------ | ------------------------------------------------------ |
| №                                                      | Наименование                                           | Оригинальное наименование                              | Кол-во жителей чел. (1991)                             | Кол-во жителей чел. (2001)                             | Место в стране                                         | Расстояние до адм. центра                              | Аэропорт ж/д транспорт                                 | Широта                                                 | Долгота                                                |
| 1                                                      | Понта-Делгада                                          | Ponta Delgad                                           | 19 807                                                 | 20 091                                                 | 72                                                     | —                                                      | А                                                      | 37,75° N                                               | 25,67° W                                               |
| 2                                                      | Ангра-ду-Эроишму                                       | Angra do Heroísmo                                      | 13 246                                                 | 12 297                                                 | 128                                                    | 170                                                    | А                                                      | 38,66° N                                               | 27,22° W                                               |
| 3                                                      | Лагоа                                                  | Lagoa                                                  | 7983                                                   | 8901                                                   | 198                                                    | 8                                                      | —                                                      | 39,05° N                                               | 27,97° W                                               |
| 4                                                      | Рошту-ди-Кан                                           | Rosto de Cão                                           | 7877                                                   | 7898                                                   | 228                                                    | 1,3                                                    | —                                                      | 37,75° N                                               | 25,64° W                                               |
| 5                                                      | Рабу-ди-Пейши                                          | Rabo de Peixe                                          | 6642                                                   | 7401                                                   | 246                                                    | 9                                                      | —                                                      | 37,80° N                                               | 25,57° W                                               |
| 6                                                      | Аррифиш                                                | Arrifes                                                | 6825                                                   | 6955                                                   | 256                                                    | 4                                                      | —                                                      | 37,77° N                                               | 25,69° W                                               |
| 7                                                      | Орта                                                   | Horta                                                  | 6388                                                   | 6537                                                   | 270                                                    | 274                                                    | А                                                      | 38,54° N                                               | 28,63° W                                               |
| 8                                                      | Прая-да-Витория                                        | Praia da Vitória                                       | 6407                                                   | 6168                                                   | 281                                                    | 165                                                    | —                                                      | 38,73° N                                               | 27,06° W                                               |
| 9                                                      | Рибейра-Гранди                                         | Ribeira Grande                                         | 5723                                                   | 5349                                                   | 318                                                    | 15                                                     | —                                                      | 38,52° N                                               | 28,69° W                                               |
| 10                                                     | Вила-Франка-ду-Кампу                                   | Vila Franca do Campo                                   | 5183                                                   | 5087                                                   | 333                                                    | 20                                                     | —                                                      | 37,72° N                                               | 25,42° W                                               |
| 11                                                     | Фажан-ди-Байшу                                         | Fajã de Baixo                                          | 3450                                                   | 4475                                                   | 380                                                    | 1,3                                                    | —                                                      | 37,75° N                                               | 25,65° W                                               |